# Gerard de Wit (golfer)
Gerard de Wit (Wassenaar, 28 juli 1918 – Den Haag, 22 juni 1988) was een Nederlands golfprofessional.

## Biografie
In 1936 werd hij assistent-professional op de Koninklijke Haagsche Golf & Country Club. Hij heeft nooit het Open in Nederland gewonnen, maar eindigde regelmatig in de Top-10. Vijfmaal was hij runner-up: in 1954 op de Haagsche in een play-off tegen de Italiaan Ugo Grappasonni, in 1955 op de Kennemer in een play-off tegen de Italiaan Alfonso Angelini, en in 1956 achter Antonio Cerda, 1959 achter 'Papwa' Sewsunker Sewgolum en 1962 achter Brian Huggett.
In totaal won hij 33 Nederlandse titels, waaronder vijftien maal de Harlequin Cup dat later de Twente Cup werd genoemd. Ook won hij jaren achtereen het Nationaal Open (o.m. 1954). In de jaren 1960 werd hij driemaal uitgenodigd voor de Masters in Augusta. Ook vertegenwoordigde hij Nederland op de World Cup. In de Verenigde Staten, waar zij hem Gerry Dewit noemden, boekte hij veel successen in hun masters, ook in Engeland, op de West Course van Wentworth.
Gerard de Wit heeft later les gegeven op de Hilversumsche Golf Club (1962-1966), waar o.a. Alex Loesberg in 1957 stage bij hem liep, en daarna op de Noordwijkse Golfclub. Hij overleed plotseling in 1988 op 69-jarige leeftijd.

## Gerard de Wit Trophy
Op de Noordwijkse Golfclub is in 1975 voor het eerst de Gerard de Wit Trophy verspeeld. De Wit had de beker in 1974 van een onbekende gekregen, vlak nadat zijn 12-jarige dochter was overleden. De wedstrijd wordt in ecclectic gespeeld en vindt altijd plaats op tweede pinksterdag. De opbrengst gaat naar het Koningin Wilhelmina Fonds. Winnaar was o.a. driemaal Hans Catz.

## Gerard de Wit Medal
Een speciale medaille werd in 2007 ingesteld voor de beste Nederlandse speler die bij het Nederlands Open de cut haalt. Met terugwerkende kracht werd hij toen uitgereikt aan Maarten Lafeber (2005) en Robert-Jan Derksen (2006). Peter van Bruggen heeft de medaille ontworpen.

## Trivia
- Gerard de Wit schreef het boek: Leer golf met Gerard de Wit, samen met Cox Wielenga-van Rijn.[2]
- De Telegraaf noemt hem in 1998 "De grootste Nederlandse golfer aller tijden".[5]
- Joop Landman heeft voor hem gecaddied, zelf was hij pro op Golfclub Spaarnwoude.
- Gerard de Wit deed in 1963 mee aan Shells Wonderful World of Golf. Hij speelde op de Haagsche Golf & Country Club tegen Byron Nelson. Videofragment